# خبازة أذينية
خبازة أذينية (الاسم العلمي:Malva stipulacea ) هي نوع نباتي يتبع جنس الخبازة من الفصيلة الخبازية.  